# Judith Evelyn
Judith Evelyn, pseudonimo di Evelyn Morris (Seneca, 20 marzo 1909 – New York, 7 maggio 1967), è stata un'attrice statunitense.

## Biografia
Interprete di formazione teatrale, Judith Evelyn apparve in numerosi lavori a Broadway, tra i quali Angel Street, nel ruolo di Bella Manningham che interpretò dal 1941 al 1944 e che riprese anche in una versione televisiva del medesimo dramma, prodotta nel 1946. Nella seconda metà degli anni quaranta recitò nelle serie televisive antologiche The Chevrolet Tele-Theatre e The Philco Television Playhouse.
Il suo debutto cinematografico risale al 1951 con il ruolo di Sister Marie Corbin nel film La penna rossa, remake statunitense del capolavoro del cinema francese Il corvo (1943). Negli anni successivi l'attrice ottenne alcuni ruoli di carattere in importanti produzioni hollywoodiane, come quello della regale Taia nel film in costume Sinuhe l'egiziano (1954) di Michael Curtiz e quello di Mrs. Nancy Lynnton, madre di Leslie Benedict (Elizabeth Taylor) nell'epico Il gigante (1956) di George Stevens. Ma il ruolo per il quale è tuttora maggiormente ricordata dal pubblico è quello dell'infelice Miss "Cuore Solitario" nel thriller La finestra sul cortile (1954) di Alfred Hitchcock, nel quale la Evelyn ritrasse con sensibilità la zitella disillusa che medita il suicidio ma desiste allorquando ascolta la nuova composizione del musicista che abita nell'appartamento del Greenwich Village accanto al suo, e i cui movimenti sono osservati dal fotografo Jeffries (James Stewart), immobilizzato sulla sedia a rotelle da una frattura alla gamba, e dalla fidanzata Lisa (Grace Kelly).
Durante gli anni cinquanta la Evelyn lavorò intensamente per il piccolo schermo in popolari telefilm e recitò ancora per il cinema in alcuni drammi come Delitto sulla spiaggia (1955), accanto a Joan Crawford, Paura d'amare (1956), con protagonista Jean Simmons, e Karamazov (1958), nel ruolo di M.me Anna Hohlakov, nella pellicola d'avventura Il capitano dei mari del sud (1958), al fianco di Rock Hudson, e nell'horror Il mostro di sangue (1959), nel quale recitò accanto a Vincent Price, con il quale aveva lavorato a Broadway in Angel Street.
Dall'inizio degli anni sessanta l'attrice rallentò l'attività e apparve per l'ultima volta sulle scene nella serie televisiva Undicesima ora (1962). Colpita da un cancro, morì a New York il 7 maggio 1967, all'età di 58 anni. Il 3 settembre 1939, durante un viaggio con l'allora fidanzato Andrew Allan, produttore canadese, era sopravvissuta all'attacco e all'affondamento della nave passeggeri SS Athenia da parte di un sommergibile tedesco, preludio a quella che sarebbe passata alla storia come la battaglia dell'Atlantico.

## Filmografia

### Cinema
- La penna rossa (The 13th Letter), regia di Otto Preminger (1951)
- La finestra sul cortile (Rear Window), regia di Alfred Hitchcock (1954)
- Sinuhe l'egiziano (The Egyptian), regia di Michael Curtiz (1954)
- Delitto sulla spiaggia (Female on the Beach), regia di Joseph Pevney (1955)
- Paura d'amare (Hilda Crane), regia di Philip Dunne (1956)
- Il gigante (Giant), regia di George Stevens (1956)
- Karamazov (The Brothers Karamazov), regia di Richard Brooks (1958)
- Il capitano dei mari del sud (Twilight for the Gods), regia di Joseph Pevney (1958)
- Il mostro di sangue (The Tingler), regia di William Castle (1959)

### Televisione
- Angel Street – film TV (1946)
- The Chevrolet Tele Theatre – serie TV, 1 episodio (1948)
- The Philco Television Playhouse – serie TV, 1 episodio (1948)
- Martin Kane, Private Eye – serie TV, 1 episodio (1951)
- Sure As Fate – serie TV, 1 episodio (1951)
- The Adventures of Ellery Queen – serie TV, 2 episodi (1950-1951)
- Starlight Theatre – serie TV, 1 episodio (1951)
- Danger – serie TV, 1 episodio (1951)
- The Ford Theatre Hour – serie TV, 2 episodi (1950-1951)
- Somerset Maugham TV Theatre – serie TV, 1 episodio (1951)
- Studio One – serie TV, 4 episodi (1951-1952)
- Broadway Television Theatre – serie TV, 2 episodi (1952-1953)
- ABC Album – serie TV, 1 episodio (1953)
- The Gulf Playhouse – serie TV, 1 episodio (1953)
- Chevron Theatre – serie TV, 1 episodio (1953)
- Suspense – serie TV, 5 episodi (1951-1953)
- Look Up and Live – serie TV, 1 episodio (1954)
- Windows – serie TV, 9 episodi (1955)
- Armstrong Circle Theatre – serie TV, 4 episodi (1950-1955)
- Private Secretary – serie TV, 1 episodio (1955)
- Kraft Television Theatre – serie TV, 1 episodio (1955)
- Lux Video Theatre – serie TV, 3 episodi (1955)
- Letter to Loretta – serie TV, 1 episodio (1955)
- Studio 57 – serie TV, 1 episodio (1955)
- Front Row Center – serie TV, 1 episodio (1956)
- Star Stage – serie TV, 1 episodio (1956)
- TV Reader's Digest – serie TV, episodio 2x29 (1956)
- Goodyear Television Playhouse – serie TV, 2 episodi (1952-1956)
- Producers' Showcase – serie TV, 1 episodio (1957)
- Alfred Hitchcock presenta (Alfred Hitchcock Presents) – serie TV, 2 episodi (1955-1957)
- Climax! – serie TV, 5 episodi (1955-1957)
- Schlitz Playhouse of Stars – serie TV, 2 episodi (1953-1958)
- Matinee Theatre – serie TV, 5 episodi (1955-1958)
- Le grandi fiabe (Shirley Temple's Storybook) – serie TV, 1 episodio (1958)
- Behind Closed Doors – serie TV, 1 episodio (1958)
- The Further Adventures of Ellery Queen – serie TV, episodio 1x26 (1959)
- Playhouse 90 – serie TV, 1 episodio (1960)
- Great Ghost Tales – serie TV, 1 episodio (1961)
- Thriller – serie TV, episodio 2x01 (1961)
- Tales of Wells Fargo – serie TV, 2 episodi (1959-1962)
- Undicesima ora (The Eleventh Hour) – serie TV, 1 episodio (1962)

## Doppiatrici italiane
- Giovanna Scotto in Sinuhe l'egiziano
- Lydia Simoneschi in Delitto sulla spiaggia
- Tina Lattanzi in Il gigante
- Renata Marini in Il capitano dei mari del sud